# Vi presento Sally
Vi presento Sally (Introduction to Sally) è un romanzo della scrittrice britannica Elizabeth von Arnim, pubblicato nel 1926.

## Trama
Salvatia Pinner, detta Sally, attira l'attenzione e le fantasie, non sempre innocenti, degli uomini a causa della sua straordinaria bellezza. Orfana di madre, è stata costretta dal padre, un modesto e bigotto droghiere, a condurre una vita molto ritirata. Jocelyn Luke, brillante studente all'Università di Cambridge, se ne innamora a prima vista e la sposa immediatamente. Solo dopo il matrimonio Jocelyn si accorge che la bellissima moglie diciassettenne è gentile e semplice, ma parla con un fortissimo accento cockney, il dialetto del proletariato londinese. Jocelyn conduce Sally dalla propria madre, una donna elegante e snob, perché corregga la dizione della giovane per renderla accettabile alla buona società. Offesa dall'insensibilità del marito, desiderosa solo di essere una buona moglie e madre, Sally fugge dalla casa della suocera e ritorna dal padre. Mr Pinner rifiuta però di aiutare la figlia e cerca di rimandarla dai Luke. Durante il viaggio di ritorno, Sally entra in contatto con una famiglia aristocratica grazie alla quale potrà risolvere i suoi problemi.

## Edizioni
- The author of "Elizabeth and her German garden", Introduction to Sally, Garden City; New York: Doubleday, Page and Company, 1926
- The author of "Elizabeth and her German garden", Introduction to Sally, Leipzig: B. Tauchnitz, 1926
- Countes Mary Annette Beauchamp Russel, Introduction to Sally; by the author of "Elizabeth and her German garden", London: Macmillan, 1929
- Elizabeth von Arnim, Vi presento Sally; traduzione di Simona Garavelli, Torino: Bollati Boringhieri, 2008, ISBN 978-88-339-1873-0
- * Elizabeth von Arnim, Vi presento Sally; traduzione di Simona Garavelli, Torino: Bollati Boringhieri, 2014, ISBN 978-88-339-2566-0